# گمینا بولکووو
گمینا بولکووو (به لهستانی:  Gmina Bulkowo) یک گمینا در لهستان است که در شهرستان پوتسک، استان ماسوویان واقع شده‌است.
 گمینا بولکووو ۱۱۷٫۱۱ کیلومتر مربع مساحت و ۵٬۹۰۵ نفر جمعیت دارد.